# Longitarsus springeri
Longitarsus springeri es una especie de insecto coleóptero de la familia Chrysomelidae. Fue descrita científicamente en 1975 por Leonardi.